# النا روتکوفسکا
النا روتکوفسکا (لهستانی: Elena Rutkowska؛ زادهٔ ۲۳ دسامبر ۱۹۷۲) بازیگر، موسیقی‌دان و خواننده اهل لهستان است. وی عضو انجمن هنرمندان صحنه لهستان و وزارت فرهنگ و میراث ملی لهستان بابت مشارکت‌های فرهنگی-هنری‌اش به او نشان نشان افتخار شایستگی در فرهنگ لهستان اهدا کرد.
از فیلم‌ها یا مجموعه‌های تلویزیونی که وی در آن‌ها نقش داشته است، می‌توان به پیت‌بول اشاره نمود.